# Fernando Giudicelli
Fernando Rubens Pasi Giudicelli (* 1. April 1903 in Rio de Janeiro; † 28. Dezember 1968 ebenda), in Brasilien oft nur Fernando genannt, war ein brasilianischer Fußballspieler. Der Weltmeisterschaftsteilnehmer von 1930 spielte für Vereine in Brasilien, Italien, der Schweiz, Portugal, Spanien und Frankreich. Er betätigte sich auch als Spielervermittler und verschaffte einer Anzahl von südamerikanischen Spielern Plätze bei europäischen Vereinen. Typisch für ihn war die Seemanns-Haube, die er auch während Spielen trug.

## Laufbahn

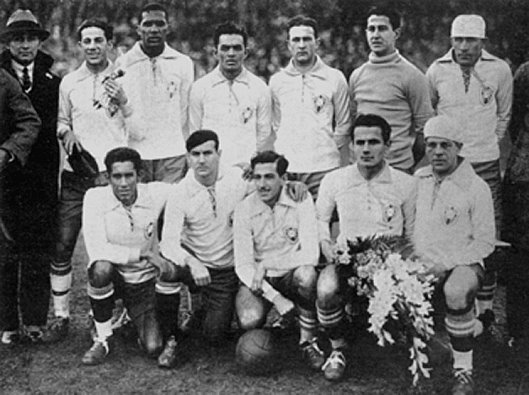
Weltmeisterschaft 1930, erstes Spiel: Hinten: Píndaro de Carvalho (Técnico), Brilhante, Fausto, Hermógenes, Itália, Joel, Fernando. Vorne: Poly, Nilo, Araken, Preguinho, Teóphilo.

Der italienischstämmige Mittelfeldspieler begann seine Laufbahn 1924 beim America FC im Norden von Rio de Janeiro und wechselte im Juli 1927 in den Süden zum Fluminense FC, wo er bis Juni 1931 90 Spiele in der Kampfmannschaft absolvierte.
Bei der Weltmeisterschaft 1930 debütierte er im ersten Spiel des Turniers in der brasilianischen Nationalmannschaft, mit der er gegen Jugoslawien mit 1:2 unterlag. Er nahm auch am zweiten Spiel teil, das Brasilien mit 4:0 gegen Bolivien gewann, aber damit dennoch aus dem Turnier ausgeschieden war. Die Quasi-Revanche-Partie gegen Jugoslawien im August in Rio, die Brasilien mit 4:1 gewann, war sein letztes Länderspiel. Der jugoslawische Verband führte diese Partie nicht als offizielles Länderspiel.
Mitte 1931 wurde er neben einigen Spielern von Botafogo FC wie Nilo und Carvalho Leite als Verstärkung für eine Europareise des Ortskonkurrenten CR Vasco da Gama freigestellt. Die erst zweite Europareise eines brasilianischen Vereins – nach der des CA Paulistano von 1925 – führte ihn durch Spanien und Portugal. In zwölf Spielen, unter anderem gegen den FC Barcelona, FC Porto, Benfica Lissabon und Sporting Lissabon gewann die von Harry Welfare trainierte Mannschaft von Vasco dabei acht Mal.
Fernando Giudicelli blieb in Europa und schloss sich als Profi – in Brasilien war Fußball bis dahin noch Amateursport – dem italienischen FC Torino an, was ihm als Oriundo möglich war. Seine hervorragende Technik fand große Anerkennung, kritisiert wurde aber sein mangelnder Kampfgeist, der sich im kampfbetonten italienischen Fußball jener Epoche als Manko erwies. Er spielte von September 1931 bis April 1933 für Torino. In der ersten Saison, als Torino Achter wurde, war er noch meist Stammspieler und kam auf 28 Einsätze, bei denen er ein Tor erzielte. 1932/33 wurde Torino Siebter, Giudicelli spielte aber nur noch zwölf Mal und wurde nach der Saison freigestellt.
Zwischen den Spielzeiten 1931/32 und 32/33 warb er auf einem Aufenthalt in Rio Démosthenes Magalhães, seinen Nachfolger im Mittelfeld bei Fluminense für Torino an. Dieser änderte seinen Namen auf Demostene Bertini und ging damit als italienischstämmig durch.
Auch Mitte 1933 war er als Spielerwerber in Südamerika aktiv: Mittelstürmer Attilio Bernasconi bonarenser Verein All Boys in Argentinien vermittelte er an Torino.
Es wird berichtet, dass Giudicelli nach seiner Zeit bei Torino ein Angebot von CA River Plate ausschlug und sich stattdessen zu Beginn der Spielzeit 1933/34 dem seinerzeitigen Erstligisten Young Fellows Zürich in der Schweiz anschloss. 1933 spielte mit dem Schwarzen Wunder Fausto dos Santos ein weiterer brasilianischer Weltmeisterschaftsteilnehmer beim Verein. In der Winterpause beschäftigte er sich mit der Vermittlung von Brasilianern in die Schweiz. Er kehrte nicht mehr in die Schweiz zurück, sondern spielte vielmehr an der Seite von Heitor Canalli – der die Saison bei Torino begann, dort neun Mal antrat, aber das Klima als "Folter" empfand – für den America FC in Rio.
Die Saison 1934/35 absolvierte er in Frankreich bei Girondins Bordeaux. Nach Saisonschluss verbrachte er einen Urlaub in Brasilien, wo er diesmal den Torwart Jaguaré Bezerra de Vasconcelos von SC Corinthians Paulista und den Verteidiger Marins de Araújo Viana "Vianinha", wahrscheinlich vom CA Paulista oder ebenfalls Corinthians, von den Verdienstmöglichkeiten in Italien überzeugte. Nach der Überfahrt erfuhren sie in Lissabon vom Abessinienkrieg und nahmen aufgrund dessen Abstand von einer Weiterreise nach Italien. Sie wurden aber schon bald von Sporting Lissabon aufgenommen. Diese drei waren die ersten Brasilianer bei Sporting.
Fernando Giudicelli spielte nur ein Freundschafts- und ein Ligaspiel für den Verein, wobei er im letzteren wegen Diskussionen mit dem Schiedsrichter des Feldes verwiesen wurde. Real Madrid war aber bereits auf ihn aufmerksam geworden, und er wechselte sogleich in die spanische Hauptstadt. Auch bei Real war er der erste Brasilianer und bestritt dort ebenso nur ein Ligaspiel, denn nach einer Auseinandersetzung mit Trainer Francisco Bru wurde er von diesem suspendiert.
Im Januar 1936 reiste er nach Frankreich und erhielt einen Vertrag beim Erstdivisionär FC Antibes. In der Rückrunde bestritt er noch zehn Punktspiele und erzielte darin auch einen Treffer; Antibes schloss die Saison auf Rang 12 der 16er-Liga ab. In der Spielzeit 1936/37 kam Giudicelli auf 19 Ligaeinsätze, in denen ihm sieben Tore gelangen. In dieser Saison war auch Marins de Araújo Viana, der seither mit Sporting Meister wurde, bei den Antibois. Der FC Antibes schloss diese Saison als Dreizehnter ab.